# アメノタヂカラオ

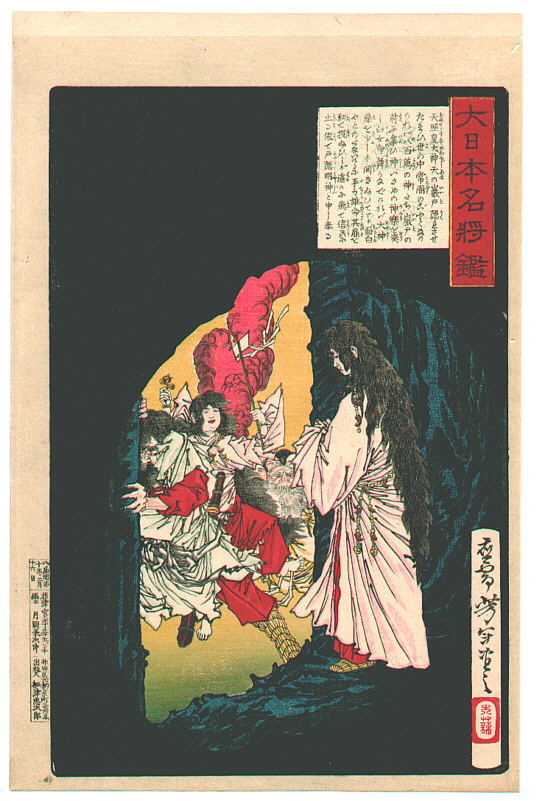
天岩戸を引き開けるタヂカラオ（月岡芳年画）

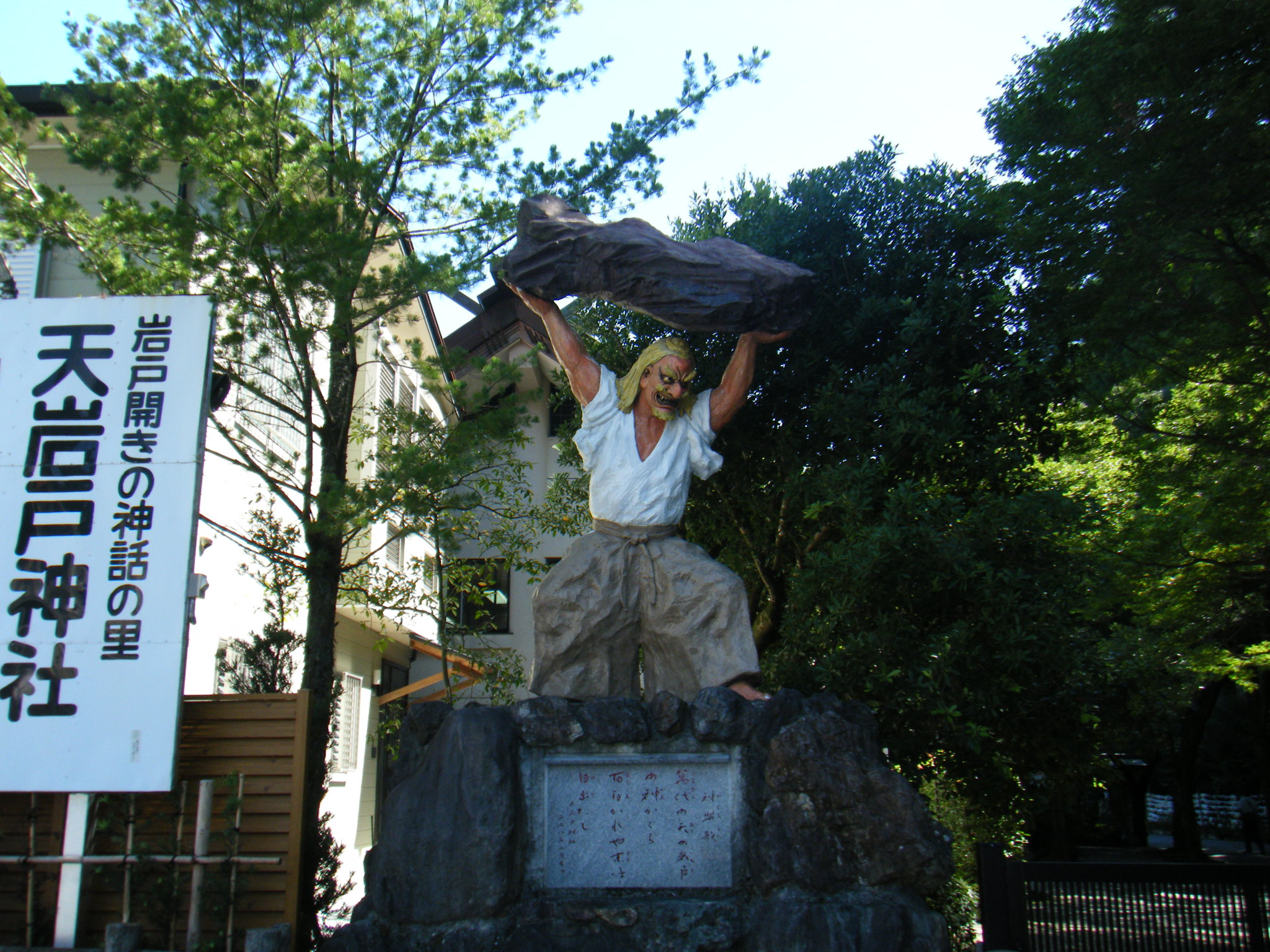
天手力男神像　天岩戸神社西本宮

天之手力男神（あめのたぢからおのかみ）は、日本神話に登場する神。

## 概要
『古事記』では天手力男神、『日本書紀』では天手力雄神と表記される。
『大和志料』に引用された『斎部氏家牒』によると、天八意思兼命の子供で阿智祝の遠祖であるとされる。

## 神話での記述
岩戸隠れの際は岩戸の脇に控えており、アマテラスが岩戸から顔をのぞかせた時、アマテラスを引きずり出して（『日本書紀』の一書や『古語拾遺』では「引き開けて」）、それにより世界に明るさが戻った。
天孫降臨の際、アマテラスが三種の神器にオモイカネ、タヂカラオ、天石門別神を副えたとあり、その後伊勢の佐那県（三重県多気町佐奈）に鎮座したとしている。

## 祀る神社
- 手力雄神社 （千葉県館山市)
- 静神社(茨城県那珂市静)

- 戸隠神社（長野県長野市戸隠）
- 有明山神社(長野県安曇野市)
- 佐那神社（三重県多気郡多気町）
- 伊波止和気神社（福島県石川郡古殿町）
- 長谷山口坐神社（奈良県桜井市）
- 天津石門別神社（奈良県高市郡高取町）
- 白井神社（兵庫県尼崎市）
- 雄山神社（富山県中新川郡立山町）
- 手力雄神社（岐阜県岐阜市）
- 手力雄神社（岐阜県各務原市）
- 大祭天石門彦神社（島根県浜田市相生町）
- 天石門別神社（岡山県美作市滝宮）
- 天石門別安國玉主天神社（高知県高岡郡越知町）
- 戸明神社（福岡県北九州市若松区）
- 天手長男神社（長崎県壱岐市郷之浦町）

長谷山口坐神社は、元伊勢の「磯城厳橿（伊豆加志）の本」伝承地といわれ、鎮座地の字名は「手力雄」といい、垂仁天皇の代に倭姫命を御杖として、約8年間天照大神を祀り、当時、随神としてこの地に天手力雄神を、北の山の中腹に栲幡千千姫命を祀る二柱を鎮座せられたという。
戸隠神社については、タヂカラオが放り投げた岩戸の扉が信濃国戸隠山に落ちたという伝説がある。